# Іван Почух
Іван Почух (чеськ. Ivan Počuch, нар. 1961, Трнава, Чехословаччина) — чеський державний і політичний діяч, дипломат. Колишній Надзвичайний і Повноважний Посол Чеської Республіки в Україні.

## Біографія
Народився у 1961 році в місті Трнава.
Розмовляє англійською, російською та французькою мовами.
У 1990—1995 — працював в Секції міжнародних відносин Міністерства оборони Чеської Республіки.
У 1995—1999 — 1-й секретар Постійного представництва Чеської Республіки при ООН у Нью-Йорку. Член Чеської делегації в Раді безпеки ООН, відповідав за ведення справ 1-го комітету (міжнародна безпека та роззброєння) Генеральної асамблеї ООН, пов'язаних з участю Чехії у миротворчих операціях.
У 1999—2001 — 1-й секретар Постійного представництва Чехії при НАТО. Брав участь в оперативній роботі з розробки концепції з контролю за озброєнням і роззброєнням, протиракетної оборони та розробки основ Європейської політики безпеки та оборони і співпраці НАТО та ЄС при подоланні криз.
У 2001 — повернувся до Праги і був призначений на посаду керівника секції НАТО в Управлінні політики безпеки Міністерства закордонних справ Чеської Республіки.
З березня 2002 — заступник директора Управління політики безпеки, а з червня 2003 р. директор Управління. Упродовж виконання своїх обов'язків відповідав за формулювання і реалізацію політики безпеки Чехії у відношеннях з НАТО, ЄС та ОБСЄ.
У 2003 — координував роботу зі створення стратегії безпеки Чехії.
З 2004 — Надзвичайний і Повноважний Посол, Постійний Представник Чехії при ООН, ОБСЄ та інших міжнародних організаціях зі штаб-квартирою у Відні.
У 2009—2011 р. — директор Управління політики безпеки МЗС Чехії.
З серпня 2011 по вересень 2016 — Надзвичайний і Повноважний Посол Чеської Республіки в Києві (Україна).